# 阿火駅
阿火駅（アファえき）は、大韓民国慶尚北道慶州市にある韓国鉄道公社中央線の駅である。

## 歴史
- 1918年11月1日：配置簡易駅として開業。[1]
- 1919年6月1日：普通駅に昇格。
- 1939年6月1日：標準軌に改軌[2]。
- 1997年6月1日：配置簡易駅に降格[3]。
- 2004年12月10日：無配置簡易駅に降格[4]。
- 2008年1月1日：旅客取扱中止。
- 2021年12月28日：中央線複線電鉄化に伴い新線上に移設、旅客取扱再開。

## 隣の駅
韓国鉄道公社
中央線
永川駅 - 阿火駅 - （牟梁駅）